# Mìjiàobù
Il Mìjiàobù (密敎部) (T.D. vol. 18-21,  sezione dal n. 848 al n. 1420) e la sezione del Canone buddista cinese che contiene testi di diversa origine catalogati come Buddismo esoterico o Mantrayana (密宗, pinyin: Mìzōng, in Giappone è più diffuso 密教 Mikkyō). Si tratta dei testi fondamentali delle scuole cinese Zhēnyán (眞言宗) e giapponesi Shingon e Tendai sebbene alcuni di essi conservino uno status importante anche in altri indirizzi.
La sezione è una delle più lunghe del Canone buddista cinese. Una parte cospicua delle opere contenute è frutto della traduzione e compilazione dell'ācārya indiano Amoghavajra che insieme a Xuánzàng (玄奘) è stato uno dei traduttori più prolifici nella storia del Buddismo cinese. La sezione contiene sia opere eterogenee e indipendenti sia gruppi di opere imparentate, associate cioè ad uno stesso ciclo tantrico maggiore. Il primo genere di opere comprende sūtra incentrati attorno a formule (dhāraṇī) e rituali (kalpa, kalpavidhi), introdotte in Cina fin dal III secolo. Tra quelli più antichi, in ordine cronologico si possono ricordare:
- Anantamukha-dhāraṇī, T.D. 1011, tradotto da Zhī Qiān (支謙);
- Mātaṅga-sūtra T.D. 1300, tradotto da Zhú Lǜyán (竺律炎) e Zhī Qiān (支謙) nel 230;
- Ārṣapraśamani-sūtra T.D. 1325, tradotto da Dharmarakṣa;
- Abiṣekha-sūtra T.D. 1331, tradotto da Śrīmitra;
- Mahāmāyurīvidyārājñi T.D. 988, tradotto Kumārajīva;
- Vajramaṇḍa-dhāraṇī T.D. 1344, tradotto da Buddhaśānta;
- Mahāmegha-sūtra T.D. 991, tradotto da Narendrayaśa;
- Amoghapaśahṛdaya-sūtra T.D. 1094, tradotto da Xuánzàng.

Testi appartenenti a questa categoria, talvolta costituiti da molti fascicoli (come l'importante compendio Dhāraṇī-saṃgraha tradotto da Atikūṭa) continueranno ad essere tradotti fino all'epoca Song e testimoniano l'importanza e l'evoluzione delle pratiche tantriche in India. Tra i cicli tantrici maggiori bisogna invece ricordare:
- Mahāvairocanāsūtra o Mahāvairocanābhisaṃbodhi-vikurvitādhiṣṭhāna-vaipulyasūtra (Il sutra di Mahavairocana, 大日經 pinyin: Dàrì jīng, giapp. Dainichikyō). Consta di 36 capitoli riportati in 7 rotoli. Questo sutra, fu raccolto nel VII secolo a Nālandā dal monaco cinese Wúxíng (無行) che tuttavia lì morì nel 685 d.C. senza far ritorno in patria. Venne comunque recuperato dal governo imperiale cinese e trasportato a Chang'an e, nel 724, fu tradotto da Subhākarasiṃha  e dal monaco di scuola Zhēnyán, Yīxíng (一行, 684-727). È una delle tre scritture fondamentali (三部經, pinyin sān bù jīng, giapp. san bu kyō) delle scuole del Buddismo esoterico sino-giapponese.
- Vajraśekhara-sūtra (金剛頂經 pinyin Jīngāngdǐng jīng, giapp. Kongōchō kyō), fu tradotto durante la Dinastia Tang da Amoghavajra in tre fascicoli con il titolo Jingangding yiqie rulai zhenshi shedasheng xianzheng dajiaowang jing (金剛頂一切如來眞實攝大乘現證大教王經) e rappresenta la versione più diffusa. Sempre durante la Dinastia Tang fu tradotto nuovamente da Vajrabodhi in quattro fascicoli con il titolo di Jingangzhi suoyi zhi jingangding yuqie zhong lüechu niansong jing (金剛智所譯之金剛頂瑜伽中略出念誦經). Infine durante la Dinastia Song da Dānapāla in tre fascicoli con il titolo di Yiqie rulai zhenshi shedasheng xianzheng sanmei jiaowangjing (一切如來眞實攝大乘現證三昧教王經). È una delle tre scritture fondamentali (三部經, pinyin sān bù jīng, giapp. san bu kyō) delle scuole del Buddismo esoterico sino-giapponese.
- Susiddhi-kara-mahā-tantra-sādhanôpāyika-paṭala (Il tantra del successo misterioso, 蘇悉地羯羅經 pinyin Sūxīdì jiéluó jīng, giapp. Soshitsujikyara kyō) tradotto in 3 fascicoli (T.D. 893.18.603-692) da Śubhakarasiṁha nel 726. È conosciuto anche con il nome abbreviato di Susiddhi-tantra (蘇悉地經, Sūxīdì jīng). Consiste in un manuale per ottenere risultati positivi con i rituali esoterici. Particolarmente importante nella scuola giapponese Tendai, è una delle tre scritture fondamentali (三部經, pinyin sān bù jīng, giapp. san bu kyō) delle scuole del Buddismo esoterico sino-giapponese.